# Motul de Carrillo Puerto
Motul de Carrillo Puerto, bis 1933 offiziell kurz Motul, ist eine Stadt mit knapp 30.000 Einwohnern im Norden des mexikanischen Bundesstaats Yucatán; sie ist der Verwaltungssitz des Municipio Motul. Seit dem Jahr 2023 gehört Motul zur Gruppe der Pueblos Mágicos.

## Lage und Klima
Motul liegt ca. 44 km nordöstlich von Mérida; die karibische Küste bei Telchac Puerto ist etwa 25 km in nördlicher Richtung entfernt. Das Klima ist meist warm bis heiß; Regen (ca. 600–700 mm/Jahr) fällt überwiegend im Sommerhalbjahr.

## Bevölkerung
| Jahr      | 2000   | 2005   | 2010   | 2020   |
| Einwohner | 19.868 | 21.527 | 23.248 | 26.081 |

Die Mehrheit der Bevölkerung ist mayastämmig.

## Geschichte
Motul wurde gemäß der Überlieferung der Maya im 11. Jahrhundert vom Maya-Priester Zac Mutul gegründet. Die Stadt wurde vom Fürstengeschlecht der Pech regiert. Nach dem Zusammenbruch der zentralen Maya-Herrschaft in Mayapán in den 1440er Jahren regierten die Pech das regionale Königreich Cehpech mit der Hauptstadt Motul.
Nach der spanischen Eroberung im Jahr 1538 machte der Conquistador Francisco de Montejo Motul zu einer spanischen Kolonialstadt, die jedoch erst am 22. Februar 1872 offiziell die Stadtrechte erhielt.

## Sehenswürdigkeiten
- Aus der Kolonialzeit stammt das aus Bruchsteinen gemauerte, aber wohl schon von Beginn an verputzte Franziskanerkloster mit kulturell bedeutenden Fresken.
- Die dazugehörige Kirche ist nur einschiffig und verfügt über hochgelegene Fenster auf der Südseite und in der Vierungskuppel.

## Persönlichkeiten
Im Jahr 1874 wurde in Motul der spätere Revolutionär (insurgente) und Gouverneur von Yucatán, Felipe Carrillo Puerto geboren; 50 Jahre später (1924) wurde er ermordet. Ihm zu Ehren erhielt die Stadt 9 Jahre nach seinem Tod (1933) offiziell den erweiterten Namen Motul de Carrillo Puerto.